# طوبال تالامنكاني
طوبال تالامنكاني (الاسم العلمي: Nyssa talamancana) هو نوع من النباتات يتبع جنس الطوبال من الفصيلة القرانية.